# Literaturhaus Nordhessen

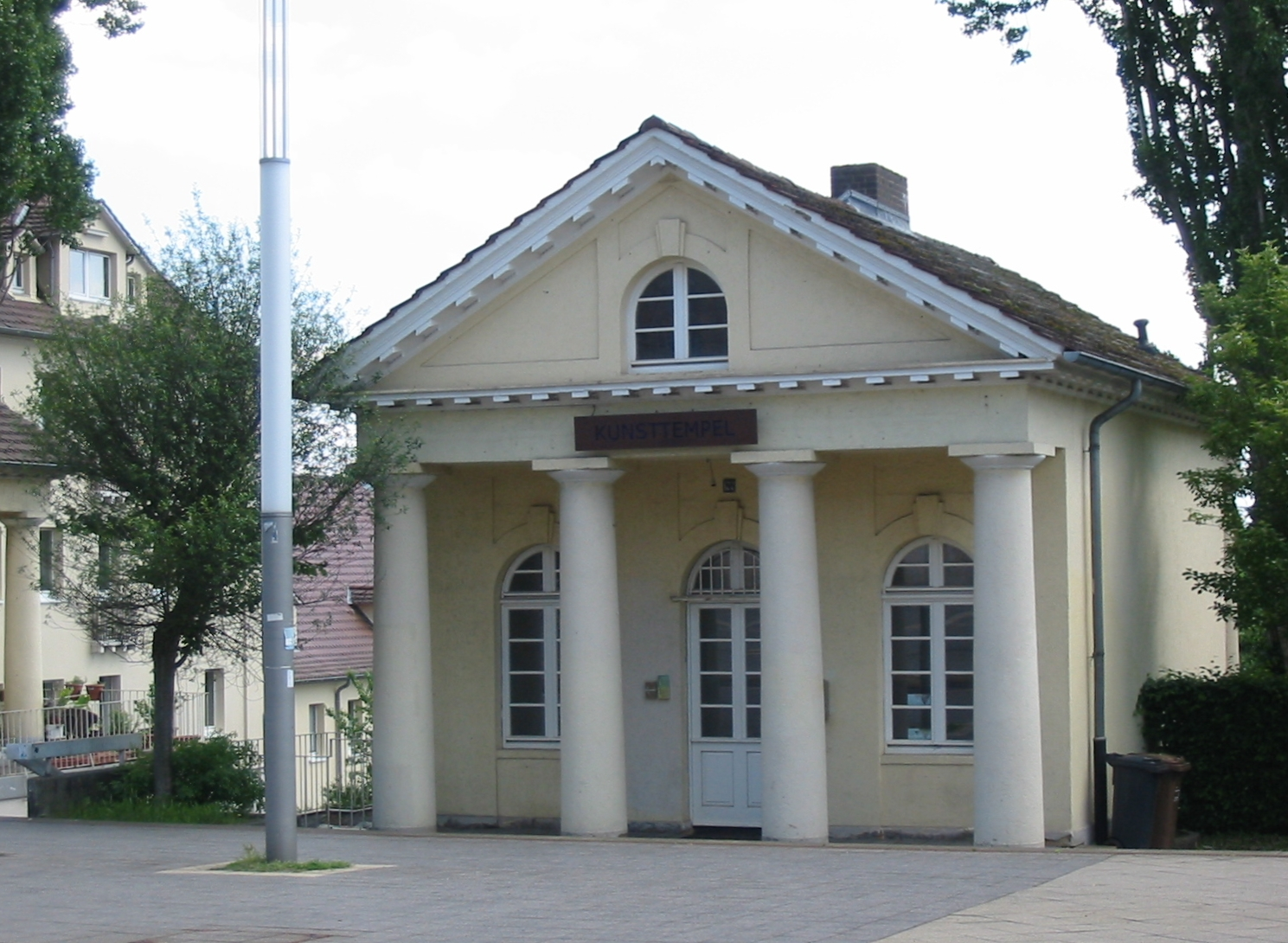
Kunsttempel Kassel, Friedrich-Ebert-Straße 177

Das Literaturhaus Nordhessen e.V. wurde 2004 im Rahmen der Kasseler Kulturhauptstadt-Bewerbung gegründet. Das Literaturhaus hat seit 2011 seinen Sitz im Kunsttempel in Kassel.
Junge Erwachsene, Grafisches Erzählen, zeitgenössische Literatur und Philosophie sind Hauptmerkmale des Jahresprogramms.
Reihen wie die Lesereihe im Herbst, die lange Nacht der jungen Literatur und Musik oder der Literarische Salon erreichen ein großes Publikum. Viele der gut 40 Veranstaltungen im Jahr werden durch Kooperationen über die Grenzen Nordhessens hinaus ermöglicht. Die Zusammenarbeit mit Leseland Hessen, der Bosch Stiftung, der Schweizer Kulturstiftung Pro Helvetia oder der Text Manufaktur sind einige Beispiele.
Literaturhaus Nordhessen e.V. ist Mitglied im Literaturrat Hessen und wird unterstützt vom Hessischen Ministerium für Wissenschaft und Kunst und der Stadt Kassel.